# BCL11B
B-cell lymphoma/leukemia 11B là một protein ở người được mã hóa bởi gen BCL11B.

## Tương tác
BCL11B đã cho thấy có tương tác với COUP-TFI.